# Bassiana (cortesã)
Bassiana foi uma cortesã romana do século IV. Nascida em 364, era filha de Bassiano e Prisca e irmã de Aristêneto. Talvez pode ser identificada com a nobre cristã que esteve ativa em Constantinopla e que recebeu carta do arcebispo João Crisóstomo (r. 398–404).